# Jardiner de crinera taronja
El  jardiner de crinera taronja (Amblyornis subalaris) és una espècie d'ocell de la família dels ptilonorínquids (Ptilonorhynchidae) que habita la selva humida de les muntanyes del sud-est de Nova Guinea.